# مايا كاثرين بونهوف
مايا كاثرين بونهوف هي مؤلفة أمريكية في مجالي الخيال العلمي وموسيقى الفلك، ولدت في عام 1954. تعاونت في كتابة عدة روايات ضمن سلسلة أفلام باتمان وستار وورز مع مايكل ريفز. كما أنها حائزة على جائزة بيغاسوس ثلاث مرات في مجال الموسيقى الفلكية.

## حياتها
مايا كاثرين بونهوف هي مؤلفة أمريكية في مجالي الخيال العلمي والموسيقى الفلكية، وُلدت في عام 1954. تعاونت مع مايكل ريفز في كتابة عدة روايات ضمن سلسلة أفلام "باتمان" و"ستار وورز". كما أنها فازت بجائزة "بيغاسوس" ثلاث مرات في مجال الموسيقى الفلكية.

## الكتابة
كتبت بونهوف قصصًا قصيرة وروايات لمجموعة من المجلات، بما في ذلك مجلة "أنالوج"، "إنترازون"، "قصص مذهلة"، "عوالم الخيال"، و "كون جامعة جيم باين"، وغيرها. تأثرت الكثير من أعمالها الأدبية بشكل كبير بدينها البهائي والديانات الأخرى. كانت قصتها "الكلب الأبيض" من بين القصص المرشحة لجائزة بي إس إف إيه لعام 1999. تم تضمين قصة "العقاب القاسي وغير العادي" في مختارات الكتب الإلكترونية "السماء اللانهائية، الإله اللانهائي"، والتي فازت بجائزة إي بي آي إي لعام 2007. أما قصة "أوه، كان "بايونير" فقد كانت من المرشحين النهائيين لجائزة سايدوايز لعام 2006 للتاريخ البديل.
كما كتبت العديد من الروايات الطويلة، بما في ذلك رواية "ميري" التي تحولت إلى ثلاثية، وتم نشرها مرتين في عامي 1992 و2005. وكانت من بين المرشحين النهائيين لجائزة مجلة "لوكوس" لعام 1993 لأفضل رواية أولى. في عام 2018، نشرت دار نشر "بيغاسوس بوكس" رواية "صائد الآثار: لغز جينا مييوكو"، وهي الأولى في سلسلة روايات بوليسية خاصة.
ساهمت بونهوف أيضًا في مجلات الكتابة المهنية والعروض التقديمية عبر الإنترنت.

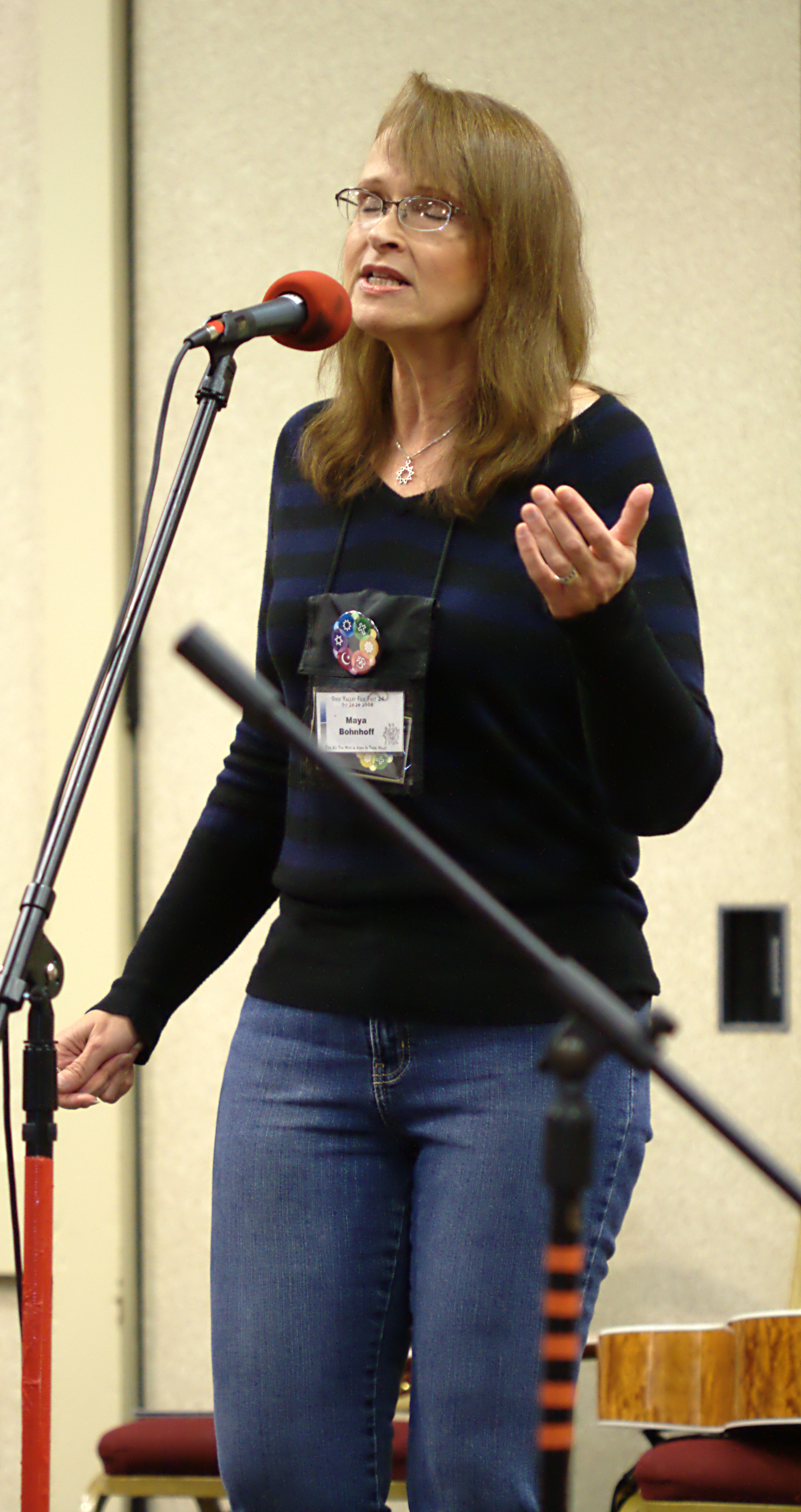
مايا بونهوف في مهرجان أوهايو فالي للأفلام ، 2008

## الموسيقى
بدأت مسيرة بونهوف الموسيقية في عام 1980 كعضو في فرقة روك تقدمية تُدعى تاليسمان. مع زوجها جيف بونهوف، قامت لاحقًا بتشكيل فرقة Syntax وأصدرت شريط كاسيت بعنوان "Silent Planet" في عام 1990. تم تعريفهم بموسيقى الفلك في عام 1991، حيث قدموا عروضهم في مؤتمر الخيال العلمي عام 1991، وتم ترشيح بونهوف لجائزة نيبولا. تمت دعوتهم لاحقًا من قبل كاثي مار للأداء في "بايكون" 1995.
تملك بونهوف وزوجها الآن شركة إنتاج خاصة بهما تُدعى "MysticFig"، ويؤديان في الغالب كثنائي، ويشاركان في فعاليات مثل "نورويكون" و"ورلدكون" و"ليبركون" و"أوريكون" و"أوهايو فالي فيلك فيست" وغيرها. لقد قاموا بإنتاج أربعة أقراص مدمجة من خلال شركتهم الخاصة.

## الحياة الشخصية
تزوجت مايا كاثرين بونهوف منذ عام 1981 من جيف بونهوف، ولديهما ثلاثة أطفال. وتتبع العائلة الديانة البهائية.

## الفهرس
- "لكن والدتي كانت مغنية"، في مايكل فيتزجيرالد (محرر). الدائرة الإبداعية: الفن والأدب والموسيقى من منظور بهائي. دار كاليمات للنشر، 1989.
- "المدينة التي تنتقل عبر الأجيال" (أنالوج، 1989)
- "لمحة عن كسوف" (أنالوج، 1990)
- "سحر بلايث" (أنالوج، 1990)
- "الأبطال" (أنالوج، 1990)
- "شامان" (أنالوج، 1990)
- "هوبيتي" (أنالوج، 1991 / هوبيتي، هالفينغز، واروز & وي فولكد، كويستار 1993)
- "المنزل حيث..." (أنالوج، 1991)
- "إذا لم يكن مكسورًا..." (أنالوج، 1991)
- "الشيطان يستحق ما هو له" (أميزينغ ستوريز، 1991)
- "زوجة الطبيب" (أنالوج، 1992)
- ميري (باين، 1992، سينس أوف وندر بريس، جيمس أ. روك و كو، 2005) (أول جزء من ثلاثية ميري) ISBN 0-671-72115-1
- "نهاية لعائق الكتابة" (رايترز دايجست، 1992)
- "دمعة في عين العقل" (أنالوج، 1993)
- "حقوق الساكنين" (أنالوج، 1993)
- "تاكو ديل وشجرة القدر الأسطورية" (أميزينغ ستوريز، 1993)
- تاميني (باين، 1993) (الجزء الثاني من ثلاثية ميري) ISBN 0-671-72174-7
- "الفتى الذي أحب السحب" (أميزينغ ستوريز، 1993)
- "كما في السماء" (أنالوج، 1995)
- الوردة الكريستالية (باين، 1995) (الجزء الثالث من ثلاثية ميري) ISBN 0-671-87648-1
- "الحياة السرية للآلهة" (أنالوج، 1995)
- "أبناء الآباء" (سينتوري، 1995)
- "مارش مالو" (أنالوج، 1996)
- بوابة الروح (باين، 1996)
- "اسأل أرلين" (أنالوج، 1997)
- "الرضا مع الغموض" (أنالوج، 1997)
- "دكتور دودج" (إنترزون، 1997)
- "أحلام الأنابيب" (أنالوج، 1997)
- "الحوار والتوصيف" (ذا رايتر، 1997، ذا رايترز هاندبوك، 1998)
- "ربما يركب الفقراء" (إنترزون، 1998)
- "الخطوط الفضية" (إنترزون، 1998)
- "الذين لا عيون لهم" (إنترزون، 1998)
- "الكلب الأبيض" (إنترزون، 1999)
- "ترويض البراري الخيالية" (فيكشن رايتر ماجازين، 1999)
- "أي ابن لأم" (أنالوج، 2000)
- "ثقب في رأسها" (ريالمز أوف فانتاسي، 2001)
- "عقاب قاسي وغير عادي" (إنترزون، 2002، وإنفينيتي سكاي، إنفينيتي غود. مختارات، 2006) (فائز بجائزة إيبي لعام 2007)
- وقت السحر: أنجلفاير (مع مارك زيكر) (إيوس، 2002) ISBN 978-0-06-105069-5
- "المسافة" (أنالوج، 2003)
- "يا رائد" (بارادوكس، 2005)
- "التجارب السحرية" (سبيكيوليشنز، 2005)
- هاكوف دوت كوم (بلاك، محرر) بواسطة توم إفسلين.
- "ويليز" (أنالوج، 2006)
- "طبيعة الأشياء" (جيم باينز يونيفرس، 2006)
- السيد تويلايت - (مع مايكل ريفيز) (ديل ري، 2006)
- باتمان: الخوف من ذاته (رواية باتمان مع مايكل ريفيز) (ديل ري ودي سي كومكس، 2007)
- "جونكي" (أنالوج 128/7&8 (يوليو/أغسطس 2008) : 134–143
- "المقيم" (جيم باينز يونيفرس، صيف 2009)
- حروب النجوم: ليالي كوروسكانت III-أنماط القوة - (مع مايكل ريفيز) (ديل ري/لوكاسبوك، 2009) نيويورك تايمز أفضل بائع في المركز 16
- لالداسا: العبد المحبوب (بوك فيو بريس، 2009)
- تاكو ديل وشجرة القدر الأسطورية (بوك فيو بريس، 2010)
- أميرة باسيونك (بوك فيو بريس، 2010)
- "الهدايا البسيطة" (أنالوج، كانون الثاني/شباط 2010)
- حروب النجوم: ألعاب الظل (مع مايكل ريفيز) (ديل ري/لوكاسبوك، 2011) نيويورك تايمز أفضل بائع في المركز 25
- شامام (مجموعة من القصص القصيرة في الخيال العلمي من مجلة أنالوج، بوك فيو بريس، 2012)
- حروب النجوم: آخر جيدي (مع مايكل ريفيز) (ديل ري/لوكاسبوك، 2013) نيويورك تايمز أفضل بائع في المركز 11
- الآثار القديمة: لغز جينا مييوكو (بيغاسوس بوكس، 2018)

## ديسكوغرافيا
- كوكب صامت (1990) (شريط كاسيت) (مع بناء الجملة)
- علم الصواريخ الرجعية (2001)
- مانهاتن نائمة (2002)
- أكل الكائنات الفضائية واجبي المنزلي (2003) - فازت أغنية بوهنهوف " الفرسان في الساتان الأبيض" بجائزة بيغاسوس لعام 2003 لأفضل كاتب/ملحن، وجائزة كات فابر لأفضل محاكاة ساخرة، من قبل لجنة مهرجان أوهايو فالي فيلك .[7]
- Harmony Heifers (2005) - فازت بجائزة Pegasus لعام 2005 لأفضل أداء
- شارع موبيوس (2009)
- الضربات المبشورة (2010)
- أتذكر المطر (2016)
- كرة شعر شرودنجر (2018)

## الروابط الخارجية
- الصفحة الرسمية
- Maya Kaathryn Bohnhoff  على قاعدة بيانات الخيال التأملي على الإنترنت
- صفحة المؤلف في دار نشر باينز-يونيفرس
- صفحة المؤلف في Authorsden
- مدخل ويكي النسويات